# کیسی بلامی
کیسی بلامی (انگلیسی: Kacey Bellamy؛ زادهٔ ۲۲ آوریل ۱۹۸۷) بازیکن هاکی روی یخ اهل ایالات متحده آمریکا است.